# Armorial du Rouergue
- Il y a un (des) conflit(s) entre une figure et son blasonnement.
- certaines figures sont encore dans un format bitmap et doivent être vectorisées.

Cet article présente les armoiries (figures et blasonnements) et les devises de familles nobles et notables qui ont possédé des fiefs en Rouergue.

## Comtes et vicomtes du Rouergue
| Image | Nom de la famille, blasonnement et devise |
| ----- | --- |
|       | Comtes du Rouergue (anciens) Comtes de Toulouse De gueules, à la croix vidée, cléchée et pommetée d'or qui est de Toulouse |
|       | Comtes de Rodez De gueules, au léopard lionné d'or, Comtes d'Armagnac et de Rodez Écartelé : aux 1 et 4 d'argent au lion de gueules, aux 2 et 3 de gueules au léopard lionné d'or (C'est un écartélé entre les armes d'Armagnac et celles de Rodez.) |
|       | Vicomtes de Carlat (Rouergue et Auvergne) De gueules, au lion léopardé d'or |
|       | Vicomtes de Creyssel (Rouergue et Languedoc-Cévennes) Maison de Roquefeuil puis de Roquefeuil-Anduze De gueules à une cordelière d'or passée en sautoir Écartelé : aux 1 et 4 de gueules à trois étoiles d'or, (qui est d'Anduze (Anduse)) ; aux 2 et 3 de gueules, à la cordelière d'or passée en sautoir, (qui est Roquefeuil). La vicomté passe en 1230 dans la Maison de Rodez |
|       | Vicomtes de Gévaudan et de Millau D'or, à quatre pals de gueules |
|       | Vicomté de Saint-Antonin De gueules, à la croix ancrée d'or |

## Baronnies du Rouergue
Historiquement le Rouergue était composé des douze baronnies qui suivent dans leur rang d'importance aux États de la province.

### I Arpajon
| Image | Nom de la famille, blasonnement et devise |
| ----- | --- |
|       | Arpajon Armes parlantes (Harpe/Arpajon). De gueules, à la harpe d'or, cordée de même |
|       | Écartelé : au premier et au quatrième d'azur aux trois fleurs-de-lis d'or et à la bordure du même, au deuxième et au troisième de gueules à la harpe d'or (Arpajon) |
|       | En 1351, le blason des Arpajon (Jean Ier d'Arpajon) se lisait ainsi : Écartelé : aux 1 et 4 d'Arpajon ; aux 2 & 3 de gueules à la croix vidée, cléchée et pommetée d'or, qui est de Toulouse-Lautrec,. |
|       | En 1516, le blason des Arpajon (Jean Ier d'Arpajon) se lisait ainsi : Écartelé : au 1 de Toulouse-Lautrec ; aux 2 & 3 de Sévérac ; au 4 d'Arpajon avec la légende : quidquid agas, prudenter agas,. - Légende : quidquid agas, prudenter agas. |
|       | En 1522, le blason des Arpajon se lisait ainsi : Écartelé : au 1 de Toulouse-Lautrec ; au 2 de Sévérac ; au 3 d'Arpajon ; au 4 de Bourbon-Roussillon., - Couronne de marquis. Écartelé : au 1er de gueules à la croix cléchée, vidée et pommetée de douze pièces d’or, au 2e d'argent aux quatre pals de gueules, au 3e de gueules à la harpe d'or, au 4e d'azur aux trois fleurs-de-lis d'or, l'écu brisé d'un bâton noueux de gueules en barre brochant sur le tout. |
|       | En 1645, le blason des Arpajon se lisait ainsi : Écartelé : au 1 de Toulouse ; au 2 de Sévérac (d'argent, à quatre pals de gueules) ; au 3 d'Arpajon ; au 4 de Bourbon-Roussillon (d'azur, à 3 fleurs-de-lis d'or posées 2 et 1, l'écu brisé d'un bâton noueux de gueules en barre brochant sur le tout). Brochant sur le tous les armes de la religion qui sont de gueules à la croix d'argent de l'Ordre de Malte; la croix depuis le 30/5/1645., - Couronne de duc et pair. - Arpajon : duché-pairie en 1650 érigé sur la localité de Sévérac-le-Château (département de l'Aveyron, province de Rouergue) pour Louis d'Arpajon (1590-1679). Titre éteint en 1679 avec le 1er. |

### II Landorre
| Image | Nom de la famille, blasonnement et devise                           |
| ----- | ------------------------------------------------------------------- |
|       | Famille de Landorre De gueules, au lion d'or Famille noble éteinte. |

### III Sévérac
| Image | Nom de la famille, blasonnement et devise                         |
| ----- | ----------------------------------------------------------------- |
|       | Famille de Sévérac (anciens) D'argent, aux quatre pals de gueules |

### IV Estaing
| Image | Nom de la famille, blasonnement et devise                             |
| ----- | --------------------------------------------------------------------- |
|       | Famille d'Estaing D'azur, à trois fleurs-de-lis d'or, au chef du même |

### V Caylus
| Image | Nom de la famille, blasonnement et devise                                                                      |
| ----- | --- |
|       | Famille de Caylus (anciens) D'or au léopard lionné de gueules accompagné de seize billettes (du même) en orle. |

### VI Calmont d'Olt
| Image | Nom de la famille, blasonnement et devise                                  |
| ----- | -------------------------------------------------------------------------- |
|       | Famille de Calmont d'Olt D'argent, au lion de sable Famille noble éteinte. |

### VII Calmont de Plancatge
| Image | Nom de la famille, blasonnement et devise                                         |
| ----- | --------------------------------------------------------------------------------- |
|       | Famille de Calmont-de-Plancatge D'argent, au lion de sable Famille noble éteinte. |

### VIII Panat
| Image | Nom de la famille, blasonnement et devise        |
| ----- | ------------------------------------------------ |
|       | Famille de Panat D'argent, au sautoir de gueules |

### IX Roquefeuil - Meyruès
| Image | Nom de la famille, blasonnement et devise                                         |
| ----- | --------------------------------------------------------------------------------- |
|       | Famille de Roquefeuil De gueules, à la cordelière d'or passée en sautoir 1re race |

### X Castelpers
| Image | Nom de la famille, blasonnement et devise                                         |
| ----- | --------------------------------------------------------------------------------- |
|       | Famille de Castelpers D'argent, au château de sable, sommé de trois tours du même |

### XI Ténières
| Image | Nom de la famille, blasonnement et devise                                                                                      |
| ----- | --- |
|       | Famille de Beaumont ; Famille d'Orlhac ; Famille de Sermur ; Famille de Fontanges ; Famille de La Garde Chambonas. [pas clair] |

### XII Saint-Laurent-de-Rive-d'Olt et Aurelle
| Image | Nom de la famille, blasonnement et devise |
| ----- | --- |
|       | Famille de Canillac ; Famille de Beaufort ; Famille de Montboissier.[pas clair] D'azur, au lévrier rampant d'argent, colleté et onglé de gueules, à la bordure denticulée d'argent |

## Quatre châtellenies du Rouergue

### Cassagnes-Royaux ou Bégonhès
| Image | Nom de la châtellenie, blasonnement et devise |
| ----- | --- |
|       | Cassagnes Coupé : au premier parti au I de gueules au léopard lionné d'or et au II d'argent au lion de gueules, au second d'argent au lion de sable |

### Laguiole
| Image | Nom de la châtellenie, blasonnement et devise |
| ----- | --- |
|       | Laguiole Écartelé : au premier et au quatrième de gueules au griffon d'or, au deuxième et au troisième de gueules au sautoir en filet d'argent cantonné de quatre clefs du même |

### La Roque-Valzergues
| Image | Nom de la châtellenie, blasonnement et devise                                                   |
| ----- | ----------------------------------------------------------------------------------------------- |
|       | La Roque-Valzergues De gueules, à une fleur de-lys-d'or soutenue par un roc d'échiquier du même |

### Saint-Geniez-de-Rive-d'Olt
| Image | Nom de la châtellenie, blasonnement et devise        |
| ----- | ---------------------------------------------------- |
|       | Saint-Geniez-d'Olt De gueules à trois tours d'argent |

## Armorial des familles du Rouergue
Détail des autres familles nobles ou non nobles de la province, classées par ordre alphabétique.